# نان پاراتا
نان پاراتا (انگلیسی: Paratha) یک نان تخت محلی در جنوب آسیا است، اولین مرجعی که از آن نام به میان آورده‌است به یک متن سانسکریت در اوایل دورهٔ قرون وسطی از ایالت کرناتکه کشور هند بر می‌گردد؛ این نان در سراسر کشورهای هند، سری‌لانکا، پاکستان، نپال، بنگلادش، مالدیو، افغانستان، میانمار، مالزی، سنگاپور، تایلند، موریس، فیجی، گویان، سورینام و ترینیداد و توباگو، که گندم قوت غالب می‌باشد، رایج است. واژه پاراتا (Paratha) یک واژه آمیخته شده از دو واژه پارات (parat) و آتا (atta) است که به صورت تحت اللفظی به معنی لایه‌های خمیر پخته شده، می‌باشد.